# Здуњска Вола
Здуњска Вола (пољ. Zduńska Wola) град је у Пољској у Војводству лођском. По подацима из 2012. године број становника у месту је био 43 920.

## Становништво
| 2012.  |
| ------ |
| 43 920 |

## Партнерски градови
- Валмијера
- Пјетрасанта
- Lőrinci
- Zarasai